# Ogmoelachertus mandibularis
Ogmoelachertus mandibularis är en stekelart som beskrevs av Schauff 2000. Ogmoelachertus mandibularis ingår i släktet Ogmoelachertus och familjen finglanssteklar.
Artens utbredningsområde är Costa Rica. Inga underarter finns listade i Catalogue of Life.